# Іселін Овехеро
Іселін Овехеро (ісп. Iselín Ovejero, нар. 16 жовтня 1945) — аргентинський футболіст, що грав на позиції захисника. По завершенні ігрової кар'єри — тренер. Виступав за клуби «Велес Сарсфілд», у якому став чемпіоном Аргентини, та іспанському клубі «Атлетіко», у складі якого став дворазовим чемпіоном Іспанії та володарем Кубка Іспанії, а також національну збірну Аргентини. Кілька разів очолював тренерський штаб мадридського «Атлетіко», з яким став володарем Кубка Іспанії як тренер.

## Клубна кар'єра
У професійному футболі Іселін Овехеро дебютував 1962 року виступами за команду «Велес Сарсфілд», в якій грав до 1969 року, та став у складі команди чемпіоном Аргентини.
У 1969 році Овехеро перейшов до іспанського клубу «Атлетіко», в якому грав до 1974 року. У складі мадридського клубу аргентинський захисник став дворазовим чемпіоном Іспанії та володарем Кубка Іспанії. У 1974 році Овехеро перейшов до іншого іспанського клубу «Реал Сарагоса», а в 1976—1977 роках грав складі іспанської команди «Тарраса». Завершив ігрову кар'єру Овехеро в команді «Сант-Андреу», за яку виступав протягом 1977—1978 років.

## Виступи за збірну
У 1967 році Іселіна Овехеро включили до складу національної збірної Аргентини для участі в чемпіонаті Південної Америки 1967 року, на якому аргентинська збірна посіла друге місце. На турнірі Овехеро зіграв 4 гри, після чого до збірної не запрошувався.

## Кар'єра тренера
У 1990 році Іселін Овехеро вперше за кар'єру нетривалий час очолював тренерський штаб свого колишнього клубу «Атлетіко». Після цього до 1994 року аргентинець ще кілька разів очолював тренерський штаб мадридського клубу.

## Титули і досягнення

### Як гравця
- Чемпіон Аргентини (1):

«Велес Сарсфілд»: Насьйональ 1968
- Чемпіон Іспанії (2):

«Атлетіко»: 1969–1970, 1972–1973
- Володар Кубка Іспанії (1):

«Атлетіко»: 1971–1972

### Як тренера
- Володар Кубка Іспанії (1):

«Атлетіко»: 1990–1991